# Pont vell (Ronda)
El pont vell de Ronda és un pont de la ciutat de Ronda, a Andalusia. Fins a la construcció del pont nou al segle xviii va ser anomenat «la Puente Nueva», i a partir de llavors va començar a denominar-se pont vell. Posava en comunicació la ciutat amb l'incipient barri del Mercadillo.

## Història
Quant al seu origen no es posen d'acord els diferents autors, ni hi ha cap documentació que ho aclareixi. Per a alguns és romà reconstruït pels àrabs. La majoria, no obstant això, s'inclina a considerar-lo àrab. Lozano diu que va ser construït en temps d'Amobelique, i Moreti afegeix que va ser millorat en l'època de Muhàmmad III de Granada, el ministre del qual era de Ronda.
Després de la conquesta va haver de quedar destrossat i va haver de ser reparat urgentment. El rei va ordenar el 1486 a Juan de Torres, llavors alcaide de la fortalesa, que realitzés un pont a Ronda.
L'obra no es va realitzar ràpidament, ja que el batxiller Serrano ens parla de la dilació de la mateixa i esmenta un tal Juan de Santiago que era el que l'havia de fer.
El 1616 de nou es va destruir per una riuada que se'l va endur. Una inscripció en la muralleta esquerra de pont deia «Ronda va reedificar aquesta obra sent el seu corregidor com el de Marbella Don Joan Antonio Turubio de Quiñones, pel rei el nostre senyor».

## Característiques
El pont és d'un sol arc de 10 m de diàmetre per 31 m d'elevació sobre el nivell del riu.
Fa alguns anys va ser restaurat, transformant-se totalment les muralletes del segle xvii que impedien la vista del Tajo al fons per la seva altura i essent pavimentat de nou. Així mateix es van obrir quatre balconades sobre el riu per apreciar des d'elles les belleses naturals del Tajo i el paisatge del fons.